# Europapokal der Pokalsieger 1964/65
Der Europapokal der Pokalsieger 1964/65 war die fünfte Ausspielung des Wettbewerbs. 30 Klubmannschaften aus 29 Ländern nahmen teil, darunter Titelverteidiger Sporting Lissabon, 23 amtierende Pokalsieger und sechs unterlegene Pokalfinalisten (Celtic Cork, FC Dundee, Steaua Bukarest, Dinamo Zagreb, AC Turin und FC Porto).
Aus Deutschland waren der DFB-Pokalsieger TSV 1860 München, aus der DDR der FDGB-Pokalsieger SC Aufbau Magdeburg, aus Österreich der ÖFB-Cupsieger SK Admira Wien und aus der Schweiz der FC Lausanne-Sport am Start.
Das Finale bestritten West Ham United und der TSV 1860 München im Londoner Wembley-Stadion am 19. Mai 1965. West Ham gewann das Spiel vor 98.000 Zuschauern durch zwei Treffer von Alan Sealey mit 2:0.
Torschützenkönige wurden Pierre Kerkhoffs von FC Lausanne-Sport sowie Václav Mašek und Gustáv Mráz von Spartak Prag mit je sechs Treffern.

## Modus
Die Teilnehmer spielten wie gehabt im reinen Pokalmodus mit Hin- und Rückspielen den Sieger aus. Bei Torgleichstand nach Verlängerung im Rückspiel fand ein Entscheidungsspiel auf neutralem Platz statt. Die Auswärtstorregel galt noch nicht. Das Finale wurde in einem Spiel auf neutralem Platz entschieden. Allerdings wurde bei unentschiedenem Spielstand nach Verlängerung ein Wiederholungsspiel angesetzt, da ein Elfmeterschießen noch nicht vorgesehen war.

## Vorrunde
Freilose:
 Sporting Lissabon (Titelverteidiger) und  FC Dundee
Die Hinspiele fanden vom 2. bis 30. September, die Rückspiele vom 9. September bis 14. Oktober 1964 statt.
|                     | Gesamt |                      | Hinspiel | Rückspiel |
| ------------------- | ------ | -------------------- | -------- | --------- |
| FC Lausanne-Sport   | 2:1    | Honvéd Budapest      | 2:0      | 0:1       |
| US Luxembourg       | 00:10  | TSV 1860 München     | 0:4      | 0:6       |
| SK Admira Wien      | 1:4    | Legia Warschau       | 1:3      | 0:1       |
| FC Valletta         | 1:8    | Real Saragossa       | 0:3      | 1:5       |
| Steaua Bukarest     | 5:0    | Derry City           | 3:0      | 2:0       |
| AEK Athen           | 2:3    | Dinamo Zagreb        | 2:0      | 0:3       |
| SC Aufbau Magdeburg | 2:2    | Galatasaray Istanbul | 1:1      | 1:1       |
| Esbjerg fB          | 0:1    | Cardiff City         | 0:0      | 0:1       |
| Skeid Oslo          | 1:2    | Haka Valkeakoski     | 1:0      | 0:2       |
| Spartak Prag        | 16:00  | Anorthosis Famagusta | 10:00    | 6:0       |
| FC Porto            | 4:0    | Olympique Lyon       | 3:0      | 1:0       |
| KAA Gent            | 1:2    | West Ham United      | 0:1      | 1:1       |
| AC Turin            | 5:3    | Fortuna '54 Geleen   | 3:1      | 2:2       |
| Slawia Sofia        | 3:1    | Cork Celtic          | 1:1      | 2:0       |

### Entscheidungsspiel
Das Spiel fand am 7. Oktober 1964 statt.
|                     | Ergebnis     |                      |
| ------------------- | ------------ | -------------------- |
| SC Aufbau Magdeburg | 1:1 n. V.(M) | Galatasaray Istanbul |

## 1. Runde
Die Hinspiele fanden vom 11. November bis zum 16. Dezember, die Rückspiele vom 6. bis 23. Dezember 1964 statt.
|                   | Gesamt |                      | Hinspiel | Rückspiel |
| ----------------- | ------ | -------------------- | -------- | --------- |
| Haka Valkeakoski  | 0:6    | AC Turin             | 0:1      | 0:5       |
| Legia Warschau    | 2:2    | Galatasaray Istanbul | 2:1      | 0:1       |
| Slawia Sofia      | 2:2    | FC Lausanne-Sport    | 1:0      | 1:2       |
| FC Dundee         | 3:4    | Real Saragossa       | 2:2      | 1:2       |
| West Ham United   | 3:2    | Spartak Prag         | 2:0      | 1:2       |
| FC Porto          | 1:2    | TSV 1860 München     | 0:1      | 1:1       |
| Steaua Bukarest   | 1:5    | Dinamo Zagreb        | 1:3      | 0:2       |
| Sporting Lissabon | 1:2    | Cardiff City         | 1:2      | 0:0       |

### Entscheidungsspiele
Die Spiele fanden am 10. und 29. Dezember 1964 statt.
|                | Ergebnis |                      |
| -------------- | -------- | -------------------- |
| Legia Warschau | 1:0      | Galatasaray Istanbul |
| Slawia Sofia   | 2:3      | FC Lausanne-Sport    |

## Viertelfinale
Die Hinspiele fanden am 20. Januar und 3./16. März, die Rückspiele am 3. Februar und 17./23. März 1965 statt.
|                   | Gesamt |                  | Hinspiel | Rückspiel |
| ----------------- | ------ | ---------------- | -------- | --------- |
| Real Saragossa    | 3:2    | Cardiff City     | 2:2      | 1:0       |
| AC Turin          | 3:2    | Dinamo Zagreb    | 1:1      | 2:1       |
| Legia Warschau    | 0:4    | TSV 1860 München | 0:4      | 0:0       |
| FC Lausanne-Sport | 4:6    | West Ham United  | 1:2      | 3:4       |

## Halbfinale
Die Hinspiele fanden am 7./20. April, die Rückspiele am 28./27. April 1965 statt.
|                 | Gesamt |                  | Hinspiel | Rückspiel |
| --------------- | ------ | ---------------- | -------- | --------- |
| West Ham United | 3:2    | Real Saragossa   | 2:1      | 1:1       |
| AC Turin        | 3:3    | TSV 1860 München | 2:0      | 1:3       |

### Entscheidungsspiel
Das Spiel fand am 5. Mai 1965 im Letzigrund statt.
|          | Ergebnis |                  |
| -------- | -------- | ---------------- |
| AC Turin | 0:2      | TSV 1860 München |

## Finale
| West Ham United                          | West Ham United | TSV 1860 München | TSV 1860 München | Aufstellung                                        |
| ---------------------------------------- | --- | --- | ---------------- | -------------------------------------------------- |
| West Ham United                          | \| 19. Mai 1965 in London (Wembley-Stadion) \| \| Ergebnis: 2:0 (0:0) \| \| Zuschauer: 97.974 \| \| Schiedsrichter: István Zsolt ( Ungarn) \|                                | \| 19. Mai 1965 in London (Wembley-Stadion) \| \| Ergebnis: 2:0 (0:0) \| \| Zuschauer: 97.974 \| \| Schiedsrichter: István Zsolt ( Ungarn) \|                                                                   | TSV 1860 München | Aufstellung West Ham United gegen TSV 1860 München |
| West Ham United                          | Jim Standen – Joe Kirkup, Ken Brown, Jack Burkett – Martin Peters, Bobby Moore – Alan Sealey, Ronnie Boyce, Geoff Hurst, Brian Dear, John Sissons Cheftrainer: Ron Greenwood | Petar Radenković – Manfred Wagner, Hans Reich, Wilfried Kohlars – Stefan Bena, Otto Luttrop – Alfred Heiß, Hans Küppers, Rudolf Brunnenmeier , Peter Grosser, Hans Rebele Cheftrainer: Max Merkel ( Österreich) | TSV 1860 München | Aufstellung West Ham United gegen TSV 1860 München |
| West Ham United                          | 1:0 Alan Sealey (70.) 2:0 Alan Sealey (72.) | | TSV 1860 München | Aufstellung West Ham United gegen TSV 1860 München |
| 19. Mai 1965 in London (Wembley-Stadion) | | |                  |                                                    |
| Ergebnis: 2:0 (0:0)                      | | |                  |                                                    |
| Zuschauer: 97.974                        | | |                  |                                                    |
| Schiedsrichter: István Zsolt ( Ungarn)   | | |                  |                                                    |